# Vienna (Virgínia Ocidental)
Vienna é uma cidade localizada no estado norte-americano de Virgínia Ocidental, no Condado de Wood.

## Demografia
Segundo o censo norte-americano de 2000, a sua população era de 10.861 habitantes.
Em 2006, foi estimada uma população de 10.691, um decréscimo de 170 (-1.6%).

## Geografia
De acordo com o United States Census Bureau tem uma área de
9,7 km², dos quais 9,7 km² cobertos por terra e 0,0 km² cobertos por água.

## Localidades na vizinhança
O diagrama seguinte representa as localidades num raio de 12 km ao redor de Vienna.